# ジュビラント・サイクス
ジュビラント・サイクス（Jubilant Sykes）は、カリフォルニア州ロサンゼルス生まれのアフリカ系アメリカ人の声楽家、バリトン。オペラのみならず、ジャズやゴスペルの分野でも活動している。
サイクスは、ボストン・ポップス・オーケストラ、ロンドン交響楽団、ロサンジェルス・フィルハーモニックや、クリストファー・パークニングなどとの共演経験があり、メトロポリタン歌劇場、ベルリン・ドイツ・オペラ、カーネギー・ホール、ジョン・F・ケネディ・センター、ロンドンのバービカン・センター、アポロ・シアター、ハリウッド・ボウル、ニューオーリンズ・ジャズ&ヘリテッジ・フェスティバルなど、世界中の数百の大規模な会場へ出演している。
グラミー賞にノミネートされた、2009年にモーガン州立大学合唱団、ボルティモア交響楽団、指揮マリン・オールソップで録音されたレナード・バーンスタインの『ミサ曲 (Mass)』（ナクソス）において、司祭役を務めた。

## ディスコグラフィ
- 『Jubilant』Sony Classical、1998年
- 『Wait For Me』Sony Classical、2001年
- 『バーンスタイン：ミサ曲』NAXOS、2009年